# Corinna May
Corinna May (Bremen, Alemania, 6 de octubre de 1970) es una cantante alemana ciega. De niña ya estaba acostumbrada a la música; su padre tenía una gran colección de álbumes de jazz. Pronto Corinna comenzó cantando en un coro escolar y un coro de gospel.
Después de varios concursos de talento, Corinna May pudo lanzar su primer álbum en 1997; fue un álbum de jazz, producido por ella misma. Dos años más tarde lanzó un álbum llamado Wie ein Stern (Como una Estrella).
El éxito vino en 1999 con la preselección alemana para el Festival de la Canción de Eurovisión. Ganó, pero su canción "Hör den Kindern einfach zu" (Sólo escuchen a los niños) fue descalificada dado que ya había sido publicada en el álbum de alguien más. Su segundo intento fue en el 2000 con la canción "I Believe in God", pero solo alcanzó el segundo lugar.
La tercera vez fue en el 2002. Con la canción "I Can't Live Without Music" representó a Alemania en el Festival de la Canción de Eurovisión 2002. No fue muy exitosa, alcanzando sólo el 21.er lugar a pesar de estar entre las grandes favoritas.
En marzo del 2006, hizo una aparición especial en la preselección alemana de ese año, cantando "I Can't Live Without Music" en un popurrí de canciones del Eurovisión alemanas. También acompañó al comediante Hape Kerkeling en una interpretación de la canción italiana "Insieme" (ganadora de Eurovisión).
En octubre del 2006, el álbum "Jetzt wie noch wie" fue lanzado. Perdió su contrato debido a las pobres ventas.